# Пенбрук (Пенсилванија)
Пенбрук (енгл. Penbrook) град је у америчкој савезној држави Пенсилванија.

## Демографија
По попису из 2010. године број становника је 3.008, што је 36 (-1,2%) становника мање него 2000. године.
| Група             | 2000.         | 2010.         |
| Белци             | 2.285 (75,1%) | 1.603 (53,3%) |
| Афроамериканци    | 464 (15,2%)   | 873 (29,0%)   |
| Азијати           | 49 (1,6%)     | 87 (2,9%)     |
| Хиспаноамериканци | 140 (4,6%)    | 285 (9,5%)    |
| Укупно            | 3.044         | 3.008         |